# Quintus Marcius Philippus (Konsul 281 v. Chr.)
Quintus Marcius Philippus war ein Politiker der römischen Republik aus dem Geschlecht der Marcier.

## Leben
Nach den Angaben der Fasti Capitolini führten der Vater und Großvater von Quintus Marcius Philippus ebenfalls das Pränomen Quintus. Demnach war sein Vater wohl der Konsul von 306 und 288 v. Chr., Quintus Marcius Tremulus. Quintus Marcius Philippus gelangte 281 v. Chr. zusammen mit Lucius Aemilius Barbula zum Konsulat, konnte einen Triumph über die Etrusker feiern und verwendete erstmals Proletarier als Soldaten. 269 v. Chr. wurde er mit seinem Konsulatskollegen Lucius Aemilius Barbula Zensor. Schließlich fungierte er 263 v. Chr. als Magister equitum des Diktators Gnaeus Fulvius Maximus Centumalus, dessen Aufgabe in einer hundertjährigen Nageleinschlagung bestand. Anstelle des Beinamens Tremulus seines Vaters nahm er das Cognomen Philippus an, das auf seine Nachkommen vererbt wurde.